# 天竜小渋水系県立自然公園
天竜小渋水系県立自然公園（てんりゅうこしぶすいけいけんりつしぜんこうえん）は、長野県南部に位置する県立自然公園。面積2561ha。1970年（昭和45年）12月21日指定。 

## 概要
長野県の伊那盆地（伊那谷）を流れる天竜川の渓谷の一つの天竜峡（飯田市付近）より、北側（上流側）の天竜川とその支流の小渋川沿岸地域を領域とする。第2種特別地域（鵞流峡、小渋ダム湖南側一帯など）、第3種特別地域（天竜川や小渋川等の周辺の河岸段丘など）、普通地域で構成される（第1種特別地域の指定はなく土地所有別面積も0haとなっている）。
小渋川には、小渋ダムによってできた小渋湖があり、鹿塩川が合流する大鹿村役場付近には、小渋峡という渓谷が見られる。

## 地理

### 主な河川
- 天竜川
  - 小渋川
    - 鹿塩川
      - 黒川沢
      - 塩川

    - 青木川
    - 小河内沢
    - 土沢
    - 福川

## 関連市町村
- 飯田市（旧上郷町）
- 上伊那郡
  - 中川村
- 下伊那郡
  - 大鹿村
  - 松川町
  - 豊丘村
  - 高森町
  - 喬木村

## 名称
正式名称として使用する場合は関係機関への確認が必要である。
- 長野県立自然公園計画書[3]では「天竜小渋水系県立公園」と表記されているが、地図などでは「天竜小渋水系県立自然公園」と自然を付加して表記されている場合もある。長野県告示第733号（昭和45年(1970年)12月21日）により指定されているはずだが、当該告示を確認する事ができない。